# Dwight David Eisenhower
Dwight David »Ike« Eisenhower, ameriški general in politik, * 14. oktober 1890, Denison, Teksas, † 28. marec 1969, Washington, D.C.
General armade Eisenhower je najbolj znan kot 34. predsednik Združenih držav Amerike in vrhovni zavezniški poveljnik v Evropi (SACEUR) med drugo svetovno vojno.

## Življenje
14. junija 1911 je vstopil v Vojaško akademijo ZDA in 12. junija 1915 diplomiral kot 61. v letniku ter 5373. diplomiranec v zgodovini West Pointa.
Dve leti je nato preživel v 19. pehotnem polku. Eisenhower je bil razočaran, ker se ni mogel udeležiti bojev v Franciji; ob premirju je tako bil poveljnik Camp Colta, kjer so urili tankovske enote.
V medvojnih letih je preživel v nadaljnjem šolanju in šele leta 1940 je postal poveljnik bataljona. 
V drugo svetovno vojno je vstopil kot brigadni general in načelnik štaba 3. armade. Decembra 1941 je bil dodeljen generalštabu, v katerem je ostal do junija 1942. Postal je poveljnik Evropskega operativnega teatra in novembra istega leta je postal še poveljnik vrhovni poveljnik zavezniške (ekspedicijske) sile za Severnoafriški operativni teater (pozneje preimenovan v Mediteranski operativni teater). 
Decembra 1943 je postal SHAEF, na katerem položaju je pripravil načrte za izkrcanje v Normandiji, ki je bilo izvedeno pol leta pozneje. 
Po kapitulaciji Nemčije je Eisenhower ukazal zapiranje nemških vojaških ujetnikov v taborišča, v katerih praviloma ni bilo zavetja in stranišč, kratili pa so jim tudi dostop do hrane, vode in spanja. Kršenju Ženevske konvencije se je Eisenhower izognil s tem, da je nemške vojaške ujetnike razglasil za "razoroženo sovražno vojsko" (disarmed enemy forces). Po različnih virih naj bi v teh taboriščih umrlo od nekaj tisoč do več kot milijon nemških vojaških ujetnikov.
Po vojni je postal vojaški guverner ameriške zasedbene cone v Nemčiji in bil v letih 1945–48 načelnik Generalštaba Kopenske vojske ZDA. 
Decembra 1950 je postal vrhovni poveljnik Nata. V vojaški službi je ostal do 31. maja 1952, nakar je vstopil v politiko.
Med letoma 1938 in 1953 je bil tudi predsednik Univerze Columbia.
Med letoma 1953 in 1961 je bil 34. predsednik ZDA.

## Napredovanja
- poročnik, KOV ZDA (12. junij 1915)
- nadporočnik, KOV ZDA (1. julij 1916)
- stotnik, KOV ZDA (15. maj 1917)
- major, NV ZDA (17. junij 1918)
- podpolkovnik, NV ZDA (14. oktober 1918)
- stotnik, RV ZDA (30. junij 1920)
- major, RV ZDA (2. julij 1920)
- podpolkovnik, RV ZDA (1. julij 1936)
- polkovnik, RV ZDA (11. marec 1941)
- brigadni general, RV ZDA (29. september 1941)
- generalmajor, KOV ZDA (27. marec 1942)
- generalporočnik, KOV ZDA (7. julij 1942)
- general, KOV ZDA (11. februar 1943)
- general armade, KOV ZDA (20. december 1944)
- general armade, KOV ZDA (stalni čin; 11. april 1946)

## Odlikovanja

#### Ameriška
- Army Distinguished Service Medal s štirimi priponkami hrastovega lista
- Navy Distinguished Service Medal
- legija za zasluge
- World War I Victory Medal
- European-African-Middle Eastern Campaign Medal z eno srebrno in štirimi bronastimi službenimi zvezdami
- American Campaign Medal
- American Defense Service Medal s kampanjsko ploščico Foreign Service
- World War II Victory Medal
- Mexican Border Service Medal
- Army of Occupation Medal s ploščico Germany

#### Tuja
- Red kopeli (Združeno kraljestvo)
- Red za zasluge (Združeno kraljestvo)
- Afriška zvezda (Združeno kraljestvo)
- Red Leopolda II. (Belgija)
- Croix de Guerre (Belgija)
- legija časti (Francija)
- Croix de Guerre (Francija)
- francoska osvoboditvena medalja
- luksemburški vojni križec
- luksemburška medalja za zasluge
- Red belega leva (Češkoslovaška)
- zlata zvezda svobode (Češkoslovaška)
- red slona (Danska)
- red leva (Nizozemska)
- red zmage (ZSSR)
- red Suvorova (ZSSR)
- Virtuti Militari (Poljska)
- grünwalski križec (Poljska)
- Rastituta Chevalier

## Videoposnetki
- Videokolaž predsednika Eisenhowerja (o datoteki)
  - 
Zbirka videoposnetkov predsednika Eisenhowerja. 7.5 MB, format ogg/Theora.
- Imate težave s predvajanjem? Na razpolago je pomoč za predstavnostno gradivo.